# Raymond Lee
Raymond Lee (New York, 5 febbraio 1987) è un attore statunitense.
Nato a New York, di origine sudcoreana, da ragazzo aveva iniziato a studiare kinesiologia, per poi seguire la passione della recitazione,
è sposato con Stacy ed ha due figli.
Dal 2022 interpreta il ruolo di Ben Song, protagonista della serie televisiva Quantum Leap, reboot-sequel della serie In viaggio nel tempo del 1989, creata da Donald P. Bellisario.

## Filmografia

### Cinema
- Penance, regia di Jake Kennedy (2009)
- A Leading Man (2013)
- The Lost City, regia di Aaron e Adam Nee (2022)
- Top Gun: Maverick, regia di Joseph Kosinski (2022)
- The Unknown Country, regia di Morissa Maltz (2022)

### Televisione
- How I Met Your Mother – serie TV, 1 episodio (2012)
- Nicky, Ricky, Dicky & Dawn – serie TV, 1 episodio (2015)
- Modern Family – serie TV, 1 episodio (2016)
- Mozart in the Jungle – serie TV, 4 episodi (2016)
- Here and Now - Una famiglia americana (Here and Now) – serie TV (2018)
- Magnum P.I. – serie TV, 1 episodio (2018)
- Prodigal Son – serie TV (2019)
- Kevin Can F**k Himself – serie TV (2021)
- Made for Love – serie TV (2021)
- Quantum Leap – serie TV (2022)

## Doppiatori italiani
Nelle versioni in italiano delle opere in cui ha recitato, Raymond Lee è stato doppiato da:
- Massimo Triggiani in Magnum P.I.
- Edoardo Stoppacciaro in Quantum Leap